# Metabolikus szindróma
A metabolikus szindrómát (anyagcserezavart) néha fatális kvartettnek, Reaven-szindrómának vagy X-szindrómának nevezik. Ezt tartják (a dohányzással együtt) az artériás érbetegségek, különösen a szívkoszorúér-betegség kulcsfontosságú rizikófaktorának, és a következő négy tényező jellemzi: 
- Hasi elhízás
- Magas vérnyomás (130 Hgmm szisztolés értéktől)
- Lipidanyagcsere-zavar hipertrigliceridémiával és alacsony HDL (sűrű, védő) koleszterinnel
- Inzulinrezisztencia vagy csökkent glükóztolerancia

A metabolikus szindróma meghatározása az utóbbi időben többször változott. Jelenleg nincs általánosan elfogadott meghatározás. A besorolás vagy az inzulinrezisztencián (WHO-osztályozás, 1999), vagy klinikai paramétereken (NCEP-ATP-III) alapul. Nincs globálisan érvényes ICD-10-kód a betegség dokumentálására, de Németországban a DIMDI tezaurusz lehetővé teszi az E88.9 „Stoffwechselstörung, nicht näher bezeichnet” kóddal történő besorolást. Mivel az ICD-10 osztályozáson belül nincs specifikus kód a metabolikus szindrómára, a négy megnyilvánulást a német kódolási irányelv (DKR) D004d szerint is be kell sorolni. Ezért a szindróma helyes dokumentálásához az elhízás (E66.0-), a magas vérnyomás (I10.-), a hipertrigliceridémia (E78.1 vagy E78.2) és a csökkent glükóztolerancia (R73.0) kódjait is meg kell adni. Ez érthető, hiszen a metabolikus szindrómát alapvetően nem önálló entitásnak tekintik, hanem a „szív- és érrendszeri kockázati tényezők klaszterének” is (idézet a Német Obesity Society 2007-es irányelveiből).
A kezelés elsősorban a testsúly csökkentésére irányul. Ettől függetlenül a magas vérnyomás, cukor- és lipidanyagcsere-zavarok gyógyszeres kezelése szükséges.

## Kórélettana
A metabolikus szindróma a hosszútávú szénhidrátban gazdag ételek fogyasztásával és elégséges testmozgás hiánya miatt alakul ki. Az ebből eredő hosszútávú magas inzulin szint (a vérben) inzulinrezisztenciához vezet. Az inzulin elsősorban a vércukorszint szabályozásáért felelős, valamint azért, hogy az izmok és a zsírszövetek is fel tudják venni a glükózt a GLUT-4 transzporterek segítségével. A hasnyálmirigy átmenetileg kompenzálni tudja a vérben lévő glükózfelesleget az inzulintermelés fokozásával (hiperinzulinémia) azzal a céllal, hogy fenntartsa az euglikémiás (a megfelelő vércukorszint) metabolikus állapotot. Idővel azonban a magas inzulinszint a hormon hatékonyságának csökkenéséhez vezet, és inzulinrezisztencia alakul ki, ami 2-es típusú cukorbetegséggé alakulhat.
A zsigeri zsírszövet jelentős hatással van a metabolikus szindróma kialakulására. Ez egy zsírsejtekben gazdag szövet, amely a hasüreg szervei között helyezkedik el (intraabdominalis zsír). Ezek a zsírsejtek hormonálisan aktívak, és fokozott lipolízisen mennek keresztül, ami már nem reagál az inzulin gátló hatására. A szekretált anyagok közé tartozik a TNF-α és az interleukin-6 (gyulladásos mediátorok, amelyek többek között elősegítik az inzulinrezisztenciát). Ugyanakkor az adiponektin koncentrációja lecsökken (7-10 µg/l alá), a zsírsejtek által termelt hormon, amely inzulinszenzitizáló, antiatherogén (érelmeszesedés ellenes) és gyulladásgátló hatással bír. A nem észterezett zsírsavak (= szabad zsírsavak ) fokozott felszabadulása ezen zsírsejtek által gátolja az inzulinnak a májra és az izmokra gyakorolt hatását. Ez elősegíti a glikogenolízist és a glükoneogenezist a májban, és növeli a glükóz felszabadulását a májból.
Ugyanakkor gyakran megfigyelhető az atherogén diszlipidémia, a vér lipidszintjének specifikus változása (alacsony HDL-szint, magas triglicerid-koncentráció és kis, sűrű LDL-részecskék).
A szénhidrátban gazdag étrend hosszútávon magas inzulinszintet eredményez a vérben. Az inzulin azt jelzi a májnak, hogy van elég cukor még a vérben és ezért kezdje el raktározni. Amint a glikogénraktárak megteltek, a máj elkezdi átalakítani a felesleges glükózt zsírsavakká (de novo lipogenézis – DNL). A szabad zsírsavak hatására megnő VLDL (very low density lipoprotein – nagyon alacsony sűrűségű lipoprotein) részecskék termelése a májban, amelyek a DNL által létrejött molekulákat szállítják tovább a szervezetbe. Ezeket a lipoproteineket a trigliceridek magas koncentrációja jellemzi, amelyek így eljutnak a perifériákra. A VLDL-részecskéket a lipoprotein-lipáz metabolizálja, így IDL-t és végső soron LDL-t képeznek a lipidmetabolizmus során (a zsírsavak lebontásával). Ezek a lipoproteinek kölcsönhatásba lépnek a HDL-részecskékkel, és a koleszterin-észter transzfer fehérjén (CETP) keresztül triglicerideket cserélnek ki koleszterin-észterekre. Ez csökkenti a HDL-molekulák koleszterintartalmát és koncentrációjukat. Az LDL részecskeösszetétele is változik a lipoproteineken belüli koleszterintartalom csökkenése miatt. Az így létrejövő kicsi, sűrű LDL-molekulák aterogénebbek, mint a normál méretű LDL-részecskék. A zsigeri zsírszövet negatív anyagcsere-következményei ellensúlyozhatók az izmok megfelelő terhelésével, úgynevezett miokinekkel.
Mivel a krónikus hiperinzulinémia folyamatosan ingerli a májat az új zsírsavak termelésére, a máj gyorsabban termel, minthogy azok távoznának. Így a felhalmozódott zsírsavak miatt kialakul a nem-alkoholos zsírmáj (NAFLD – Non-Alcoholic Fatty Liver Disease). Általában ezt az állapotot a vérben található AST és ALT májenzimek emelkedett mennyisége is alátámasztja, valamint a máj ultrahangos vizsgálata.

### WHO-kritériumok
A WHO 1998-as kritériumai szerint metabolikus szindróma akkor fordul elő, ha:
- károsodott glükóztolerancia ill
- cukorbetegség és/vagy
- Inzulinrezisztencia van jelen

és a következő paraméterek közül kettő:
- megnövekedett artériás vérnyomás (≥ 140/90 Hgmm),
- Lipid anyagcserezavar: Trigliceridek : ≥ 1,7 mmol/l (150 mg/dl) és/vagy HDL-koleszterin ≤ 0,9 mmol/l (35 mg/dl) (férfiak), ≤ 1,0 mmol/l (39 mg/dl) (nők esetén),
- trunkalis elhízás: derék-csípő arány >1,00 (férfiak) vagy >0,85 (nők), vagy ha a BMI >30 kg/m²,
- Mikroalbuminuria : a vizelet albumin kiválasztása ≥ 20 µg/perc vagy albumin-kreatinin arány ≥ 30 mg/g.

### IDF-kritériumok (2005)
Az „International Diabetes Foundation” (IDF) definícióját gyakran használják és nemzetközileg is elismerik. 
A metabolikus szindróma jelenlétének előfeltétele a hasi (ún. központi) elhízás jelenléte: férfiaknál a derékbőség ≥ 94 cm, nőknél ≥ 80 cm (európai nagyrassz, az ázsiai származásúakra más értékek vonatkoznak).
Ezen a vezető tényezőn kívül még legalább két kockázati tényező szerepel:
- Éhgyomri vércukorszint >100 mg/dl (>5,6 mmol/l) vérplazmában vagy diagnosztizált diabetes mellitusban mérve,
- emelkedett trigliceridszint >150 mg/dl (>1,7 mmol/l) vagy a trigliceridszint csökkentésére már megkezdett terápia,
- alacsony HDL-koleszterin: <40 mg/dl (<1,05 mmol/l) férfiaknál és <50 mg/dl (<1,25 mmol/l) nőknél vagy olyan terápiát, vagy ha már megkezdték a terápiát a HDL növelésére
- Magas vérnyomás (>130 Hgmm szisztolés és >85 Hgmm diasztolés) vagy már kezelt magas vérnyomás

Ezen felül lényegesen nagyobb a kockázata annak, hogy élete során szív- és érrendszeri betegségekben szenvedjen. Ebben az esetben az úgynevezett „metabolikus szindróma” fordul elő. Emiatt az elhízás, a cukorbetegség, a lipidanyagcsere-zavarok és a magas vérnyomás rizikófaktorait szaknyelven kardiometabolikus rizikófaktoroknak is nevezik.

### Kritériumok az NCEP-ATP-III (2002) szerint
A „Felnőttek magas vérkoleszterinszintjének kimutatásával, értékelésével és kezelésével foglalkozó nemzeti szakértői testület” (NCEP-ATP-III) szerint a metabolikus szindróma diagnózisa akkor állítható fel, ha az alábbi öt kritérium közül legalább három teljesül:
- A hasi zsír eloszlása, amelyet 102 cm feletti haskörfogat határoz meg férfiaknál, vagy 88 cm felett  nőknél,
- 150 feletti szérum triglicerid mg/dl (>1,7 mmol/l), vagy a trigliceridszint csökkentésére már megkezdett terápia
- HDL koleszterin ≤ 40 mg/dl (<1,05 mmol/l) férfiaknál vagy < 50 mg/dl (1,25 mmol/l) nőknél,
- 130/85 Hgmm vagy magasabb vérnyomás, vagy már megkezdett terápia a magas vérnyomás csökkentésére
- Éhgyomri vércukor ≥ 110 mg/dl (≥ 6,1 mmol/l), vagy 2-es típusú cukorbetegség jelenléte.

Ezenkívül az NCEP-ATP-III tünetként említi a protrombotikus és proinflammatorikus állapotot, de nem a metabolikus szindróma diagnosztikai kritériumaként.

### A derékbőség mint kritérium
A megnövekedett derékkörfogat nagy szerepet játszik a metabolikus szindróma meghatározásában. A szív- és érrendszeri kockázatnál kevésbé fontos a túlsúly mértéke, mint a zsíreloszlás mintázata: a hasi és a belső szervek zsírlerakódása különösen káros hatással van. Ez a belső hasi zsír – a szakértők „hason belüli zsírnak” vagy „zsigeri zsírnak” nevezik – metabolikusan nagyon aktív. Befolyásolja a zsír- és szénhidrát-anyagcserét (cukoranyagcserét), így zsíranyagcsere-zavarok és cukorbetegség alakulhat ki.
A haskörfogat derékban történő mérése a kezdeti kockázatértékelés gyors és egyszerű módja. Az ATP III szerint a 88 cm feletti derékbőségű nők fokozott kockázatnak vannak kitéve . A férfiak esetében a kockázati tartomány 102-től kezdődik. Németországban körülbelül 30-40%-kal meghaladja ezt a kockázati küszöböt. A haskörfogat csökkentésével pl.  testmozgással jelentősen csökkenthető a szív- és érrendszeri betegségek kockázata.

## A tünetek jelentése
Az inzulinrezisztencia, az elhízás, a magas vérnyomás és a lipidanyagcsere-zavarok egymástól függetlenül is előfordulnak, és mindegyik fokozott kockázatot jelent a szívkoszorúér-betegség és az érelmeszesedés későbbi előfordulására.

## Terápia
A diagnózis után életmódbeli változtatásokat kell végezni. A cél a testtömeg csökkentése, mivel ez javítja a metabolikus szindrómához hozzájáruló összes diagnosztikai tényezőt. 
Az alacsony HDL-koleszterin a szív- és érrendszeri betegségek és a cukorbetegség kockázati tényezője. A telítetlen zsírsavak különösen pozitív hatással vannak erre. Jelenleg azonban nincs bizonyíték a HDL-koleszterinszint gyógyszeres emelésének előnyeire. Legfeljebb az alacsony HDL-koleszterin és a magas triglicerid kombinációjú betegek számára előnyös a fenofibrát.
2-es típusú cukorbetegség esetén gyógyszeres kezelést kell végezni, ha a táplálkozás és a mozgásterápia nem fejt ki kellő hatást. Ugyanez vonatkozik a magas vérnyomás szabályozására is. Az alkoholfogyasztás növeli a vér lipidszintjét és a vérnyomást, és a testtömeg csökkentése érdekében is kerülni kell.

## Fordítás
- Ez a szócikk részben vagy egészben  a   Metabolisches Syndrom című német Wikipédia-szócikk ezen változatának fordításán alapul.  Az eredeti cikk szerkesztőit annak laptörténete sorolja fel. Ez a jelzés csupán a megfogalmazás eredetét és a szerzői jogokat jelzi, nem szolgál a cikkben szereplő információk forrásmegjelöléseként.